# خسروآباد (نظرآباد)
خسروآباد (نظرآباد)، روستایی از توابع بخش تنکمان شهرستان نظرآباد در استان تهران ایران است.

## جمعیت
این روستا در دهستان نجم‌آباد قرار دارد و براساس سرشماری مرکز آمار ایران در سال ۱۳۸۵، جمعیت آن ۱۳۱ نفر (۳۵خانوار) بوده‌است.